# Lisa Raymond
Lisa Raymond (n. 10 august 1973, Norristown⁠(d), Pennsylvania, SUA) este o jucătoare de tenis americană, medaliată olimpică. A participat la 2 ediții ale Jocurilor Olimpice (2004, 2012) în care a câștigat o medalie de bronz.